# غوترسلوه
غوترسلوه  (بالألمانية: Gütersloh) مدينة ألمانية يبلغ تعداد سكانها 94.290 نسمة (2011).
الحزب الحاكم هو الحزب الاتحاد الديمقراطي المسيحي الألماني المتحالف مع حزب الخضر. تقع غوترسلوه بين مدن أكبر منها مثل بيليفيلد وبادربورن, وهي مثلها تقع في منطقة الرور التي تعد المنطقة الأكثر كثافة سكانية في جمهورية ألمانيا الاتحادية· يعتمد اقتصاد المدينة على العديد من المصانع حيث تعتبر مقر لشركتين عالميتين هما شركة بيرتلسمان وشركة ميلا.

## توأمة
لغوترسلوه اتفاقيات توأمة مع كل من:
- شاتورو
- Borough of Broxtowe [الإنجليزية]‏
- غروجونتس
- Falun Municipality [الإنجليزية]‏
- رجيف

## أعلام
- ديانا أمفت
- هانز فيرنر هينز
- لودفيغ مولر
- كارل يوحنا
- أنابيل جاغر
- إرنست هيلير